# Patrioternes spil (film)
Patrioternes spil er en actionfilm fra 1992 instrueret af Phillip Noyce. Den er baseret på Tom Clancys roman med samme navn, og er efterfølgeren til actionfilmen Jagten på Røde Oktober fra 1990, men med andre skuespillere i hovedrollerne. Harrison Ford har hovedrollen som Jack Ryan, og Anne Archer spiller hans kone. James Earl Jones er den eneste skuespiller som gentager sin rolle fra den tidligere film, i rollen som admiral James Greer. På rollelisten står også Sean Bean, Samuel L. Jackson og Richard Harris. Dette var en forløberen til filmen Dødens karteller som udkom i 1994.

## Medvirkende
- Harrison Ford som Jack Ryan
- Anne Archer som Cathy Muller Ryan
- Patrick Bergin som Kevin O'Donnell
- Sean Bean som Sean Miller
- Thora Birch som Sally Ryan
- James Fox som Lord Holmes
- Samuel L. Jackson som Lt. Cmdr. Robert Jefferson Jackson
- Polly Walker som Anette
- J.E. Freeman som Marty Cantor
- James Earl Jones som Admiral James Greer
- Richard Harris som Paddy O'Neil